# Всеволод Путивльський
Всеволод Володимирович (у хрещенні, можливо, Семен) — одного разу згаданий під 1211 молодший син Володимира Ігоровича новгород-сіверського, онук Ігоря Святославича новгород-сіверського. Був відправлений батьком із Галича до Угорщини у складі посольства з метою нормалізації стосунків.
Як правило, ототожнюється із Всеволодом-Семеном (поз.29) Любецького синодика. При цьому іноді виводиться з гілки Давидовичів, що вважається згаслою від 1166 року.

## Сім'я та діти
Був одружений з Євфимією, син Святослав (у хрещенні Федір) загинув у бою з литовцями, імовірно 1239 року.
За версією В. С. Безроднова, Всеволод-Семен був батьком Василька-Дмитра чернігівського, вбитого татарами (поз.42 Любецького синодика), дідом Михайла Дмитровича чернігівського та прадідом Василя Михайловича брянського.